# Dan Morgenstern

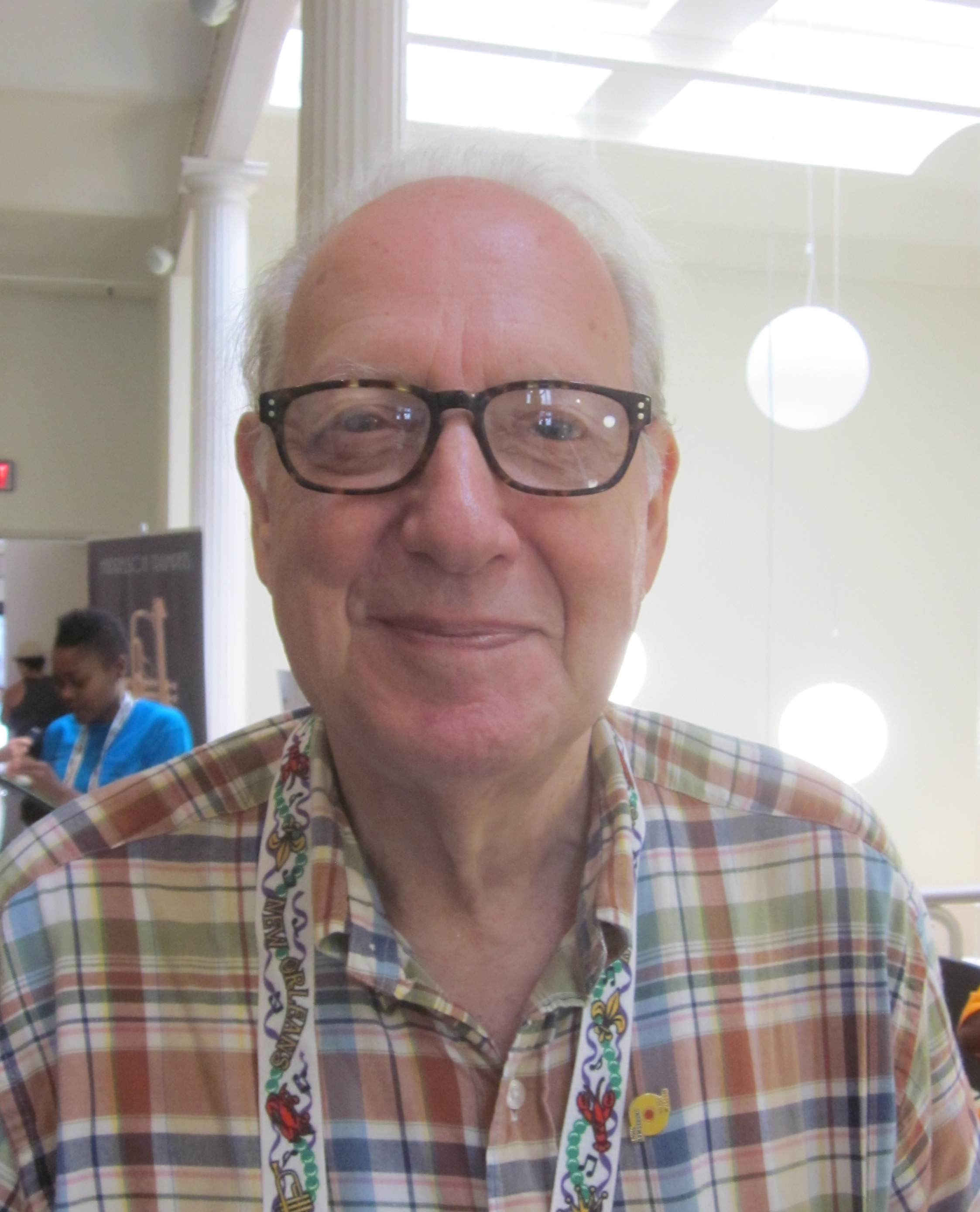
Dan Morgenstern (2012)

Dan Morgenstern (* 24. Oktober 1929 in München; † 7. September 2024 in Manhattan) war ein führender amerikanischer Jazzforscher, -historiker und -kritiker österreichischer Herkunft.

## Leben und Wirken

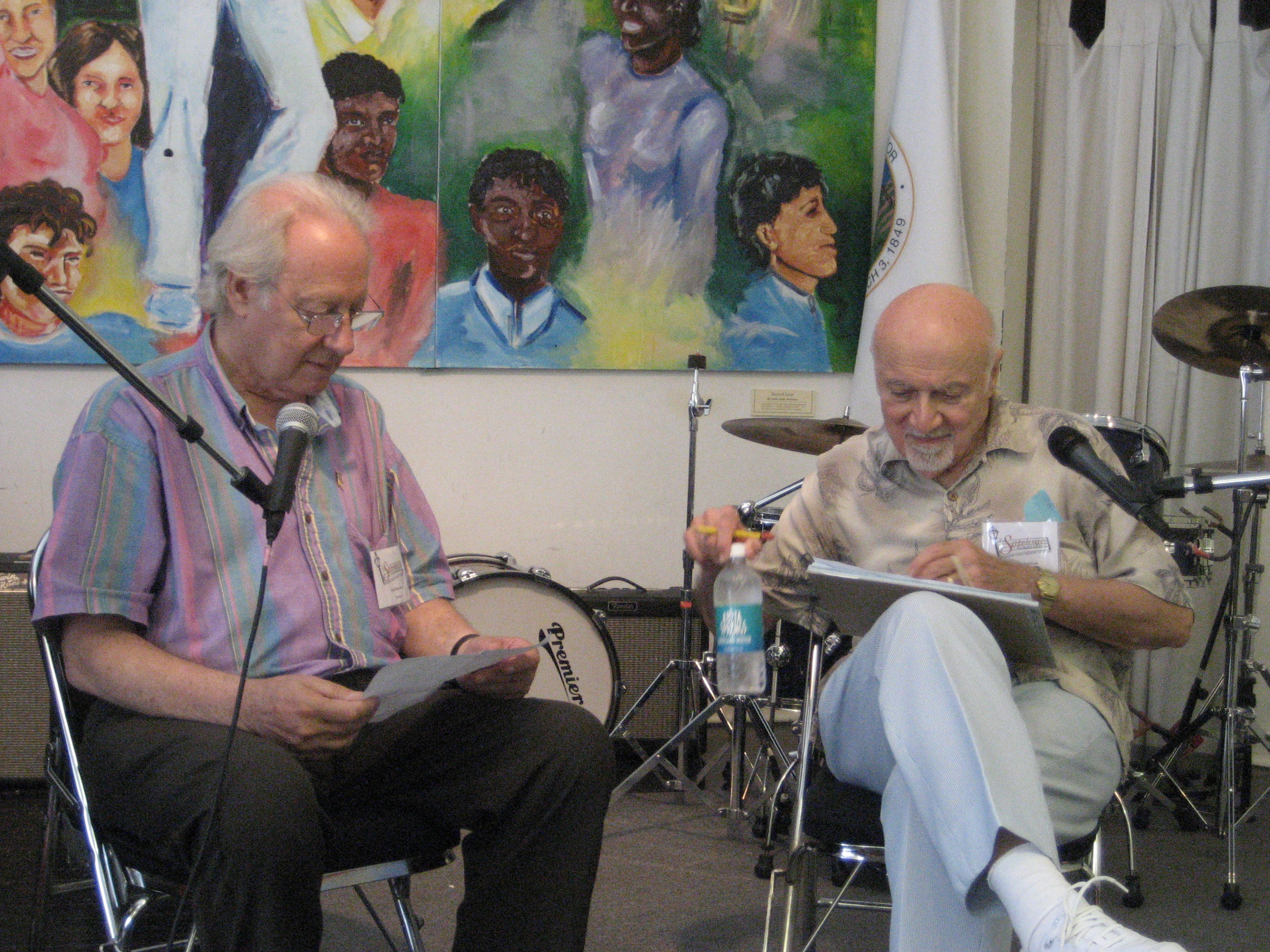
Dan Morgenstern (links) mit George Avakian 2007 beim Satchmo Summer Fest, New Orleans

Dan Michael Morgenstern wurde als Sohn des österreichischen jüdischen Dichters Soma Morgenstern in Deutschland geboren und wuchs zunächst in Wien auf, floh aber mit seiner Mutter Ingeborg von Klenau, Tochter des dänischen Komponisten und Dirigenten Paul von Klenau, nach der Besetzung Österreichs durch die Nationalsozialisten 1938 nach Dänemark und später weiter nach Schweden, wo sie das Ende des Zweiten Weltkriegs erlebten. 1947 konnten sie dann in die USA zu seinem Vater weiterreisen, dem bereits 1941 die Flucht dorthin geglückt war. Von 1953 bis 1956 studierte er an der Brandeis University. 1958–1961 schrieb er für Jazz Journal und wurde 1961 Herausgeber von Metronome, 1962 und 1963 von der Zeitschrift Jazz und zwischen 1964 und 1973 von Down Beat (zuerst New York-Herausgeber, dann ab 1967 Herausgeber). Nachdem er schon zuvor gelegentlich Vorlesungen über Jazz gehalten hatte (Johns Hopkins University, Brooklyn College, New York University u. a.), wurde er 1976 Leiter des Institute for Jazz Studies (IJS) an der Rutgers University, wo er durch systematisches Sammeln von Musiker-Nachlässen eine der bedeutendsten Jazz-Sammlungen der Welt aufbaute. 2012 ging er als Direktor in den Ruhestand. Außerdem ist er Verfasser zahlreicher Liner Notes (wofür er acht Grammys erhielt, zum Teil gemeinsam mit Loren Schoenberg) und von Jazz-Artikeln in Enzyklopädien wie Groves Dictionary of Jazz. Er ist Mitgründer des Jazz Institutes in Chicago.
Zwischen 1961 und 1966 leitete er die Jazzkonzerte Jazz in the Garden im Museum of Modern Art in New York City. Außerdem betätigte er sich als Herausgeber von Schallplatten-Reissues.
Als Jazz-Journalist war er auch für die New York Post, die Chicago Sun-Times, das japanische Swing Journal und das englische Jazz Journal tätig.
Er war Mitherausgeber der Annual Review of Jazz Studies und der Buchreihe (IJS und Scarecrow Press) Studies in Jazz. Er übersetzte auch das Jazzbuch von Joachim-Ernst Berendt ins Englische.
2007 erhielt er die NEA Jazz Masters Fellowship des National Endowment for the Arts (NEA) (deren Berater er ab 1968 war) und 2010 den Grammy für den Albumbegleittext von The Complete Louis Armstrong Decca Sessions (1935–1946).
Dan Morgenstern verstarb im September 2024 im Alter von 94 Jahren in Manhattan.

## Werke
- mit Ole Brask Jazz People, Da Capo 1993
- Living With Jazz, Pantheon Books 2004, ISBN 037542072X
- The Jazz Story – An Outline History of Jazz
- mit Richard Long Louis Armstrong – A Cultural Legacy
- mit Charles Graham, Whitney Balliett, Gary Giddins, Ralph Ellison The Great Jazz Day
- mit Charles Suhor Jazz in New Orleans, Scarecrow Press 2001
- Joachim-Ernst Berendt Story des Jazz, rororo 1997, Artikel Swing
- Morgenstern gibt Teile seiner Erinnerungen Reminiscing in Tempo, z. B. an die Flucht über Dänemark und die 52. Street in den 1940er Jahren, in Ken Burns, Geoffrey Ward Jazz, Econ 2001, wieder.